# Sabine Swoboda (Juristin)
Sabine Swoboda (* 1975 in Ludwigshafen am Rhein) ist eine deutsche Juristin und Hochschullehrerin an der Ruhr-Universität Bochum.

## Leben
Swoboda studierte ab 1994 Rechtswissenschaften an der Universität Passau, wo sie 2000 ihr Erstes Juristisches Staatsexamen ablegte. Zwei Jahre später schloss sie bei Werner Beulke in Passau ihre Promotion ab. Wiederum ein Jahr später legte sie am Oberlandesgericht München ihr Zweites Staatsexamen ab. Ab 2004 arbeitete sie als wissenschaftliche Assistentin von Beulke. In dieser Zeit arbeitete Swoboda zugleich an ihrer Habilitation, die sie 2012 nach einem Forschungsaufenthalt von 2005 bis 2006 am Internationalen Strafgerichtshof für das ehemalige Jugoslawien in Den Haag abschloss. Damit erhielt sie die venia legendi für die Fächer Strafrecht, Strafprozessrecht und Internationales Strafrecht.
Im Wintersemester 2011/12 und dem folgenden Sommersemester war Swoboda Gastprofessorin an der Humboldt-Universität zu Berlin am Lehrstuhl von Gerhard Werle. Im Wintersemester 2012/13 vertrat sie den Lehrstuhl von Joachim Vogel an der Universität Tübingen. Seit dem Sommersemester 2013 hat Swoboda mit dem Lehrstuhl für Strafrecht, Strafprozessrecht und Internationales Strafrecht an der Universität Bochum ihre eigene Professur inne.
Ihre Forschungsschwerpunkte liegen neben dem allgemeinen Strafrecht und Strafprozessrecht vor allem im Völkerstrafrecht und dem Jugendstrafrecht.

## Veröffentlichungen (Auswahl)
- Videotechnik im Strafverfahren. Duncker & Humblot, Berlin 2002, ISBN 978-3-428-10912-8. (Dissertation)
- Werner Beulke, Inka Lüdke & Sabine Swoboda: Unternehmen im Fadenkreuz: Über den Umfang anwaltlicher Privilegien von Syndici - Rechtsabteilungen im Ermittlungsverfahren. C.F. Müller, Heidelberg 2009, ISBN 978-3-8114-3926-9.
- Verfahrens- und Beweisstrategien vor den UN-ad hoc Tribunalen – mit dem Schwerpunkt auf den vorbereitenden Verfahrensstadien. Nomos, Baden-Baden 2013, ISBN 978-3-8487-0055-4. (Habilitationsschrift)
- Werner Beulke & Sabine Swoboda: Jugendstrafrecht. 16. Auflage. Kohlhammer, Stuttgart 2020, ISBN 978-3-17-037096-8.